# Persicaria affinis
Persicaria affinis (synonym: Polygonum affine, Bistorta affinis), auch Himalaja-Knöterich, Schecken-Knöterich und Teppich-Knöterich genannt, ist eine Art der bedecktsamigen Pflanzen (Magnoliopsida) innerhalb der Familie der Knöterichgewächse (Polygoneae), welche ursprünglich im Himalaja-Gebirge (ferner auf Teilen des Staatsgebietes Tibets, Nepals, Indiens, Pakistans und Kaschmirs) beheimatet ist.

## Beschreibung
Charakteristisch für Persicaria affinis sind ein starkes Wachstum in Bodennähe, dicht behaarte Blätter und Stängel und ihre Neigung zur Teppichbildung, wobei in der Regel Höhen von ca. 25 cm und Breiten von 60 cm erreicht werden. Dabei sind ihre dünnen, ovalen Blätter, welche Längen von ca. 3–8 cm ausbilden, durch eine Wachsschicht an der Unterseite deutlich sichtbar weißlich gefärbt und ihr starker Haupttrieb verläuft in einen dünnen Stängel. Des Weiteren sind die Blattränder durch eine leichte, bis deutlich sichtbare Zackenbildung  gekennzeichnet. Von Mittsommer bis Herbst etwa bildet Persicaria affinis an ihren Stängelspitzen zahlreiche blass-pinke und rosarote Blüten aus, die sich zu länglichen Blütenverbunden zusammenschließen, welche in ihrer Länge zwischen 5 und 7,5 cm variieren. Die Triebe, an deren Enden sich die Blüten befinden, werden ca. 5 bis 25 cm lang und bilden deutlich kleinere Blätter als die übrigen Triebe aus. Die Staubblätter der Blüten ragen leicht seitlich aus dem Blütenschirm heraus. Nachdem die Blüten verwelkt sind, dauert es meist den ganzen Winter, bis sie vollständig von der Pflanze abgefallen sind.

## Verbreitung
Das natürliche Verbreitungsgebiet von Persicaria affinis ist auf das Himalaja-Gebirge zwischen Pakistan und Ostnepal in Höhenlagen von 3000 bis 4800 m beschränkt.

## Anbau
Persciaria affinis wird vor allem zur dekorativen Bodenbegrünung zu unterschiedlichen Anlässen eingesetzt. Auf Grund ihrer geringen klimatischen Wachstumsansprüche wurden die folgenden Kultursorten von der Royal Horticultural Society im Hinblick auf ihre Beständigkeit im britischen Klima  mit dem Award of Garden Merit (AGM) geehrt :
- "Darjeeling Red"[7]
- "Donald Lowndes"[8]
- "Superba"[9]